# نمودار سانکی

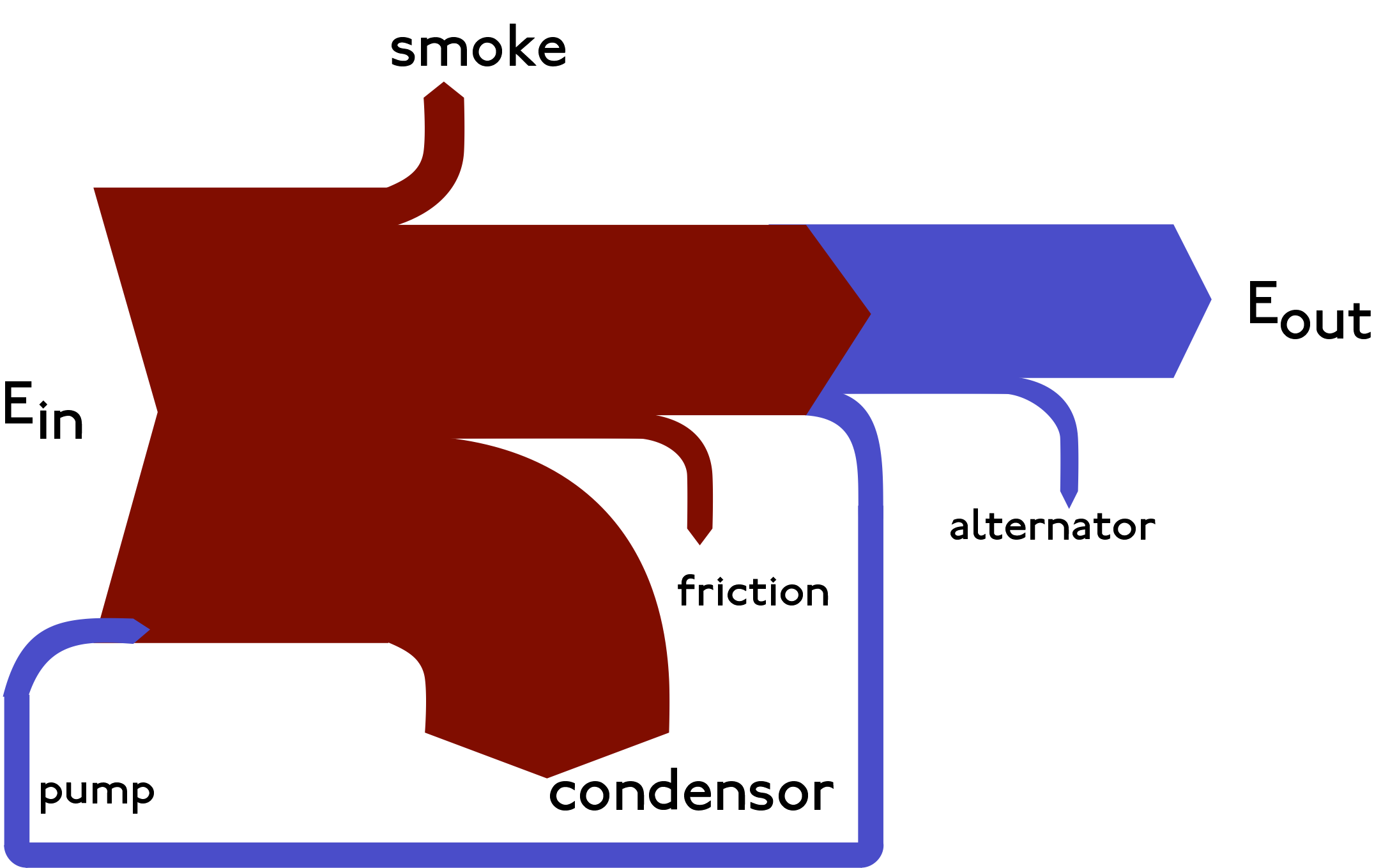
نمونه‌ای از نمودار سانکی

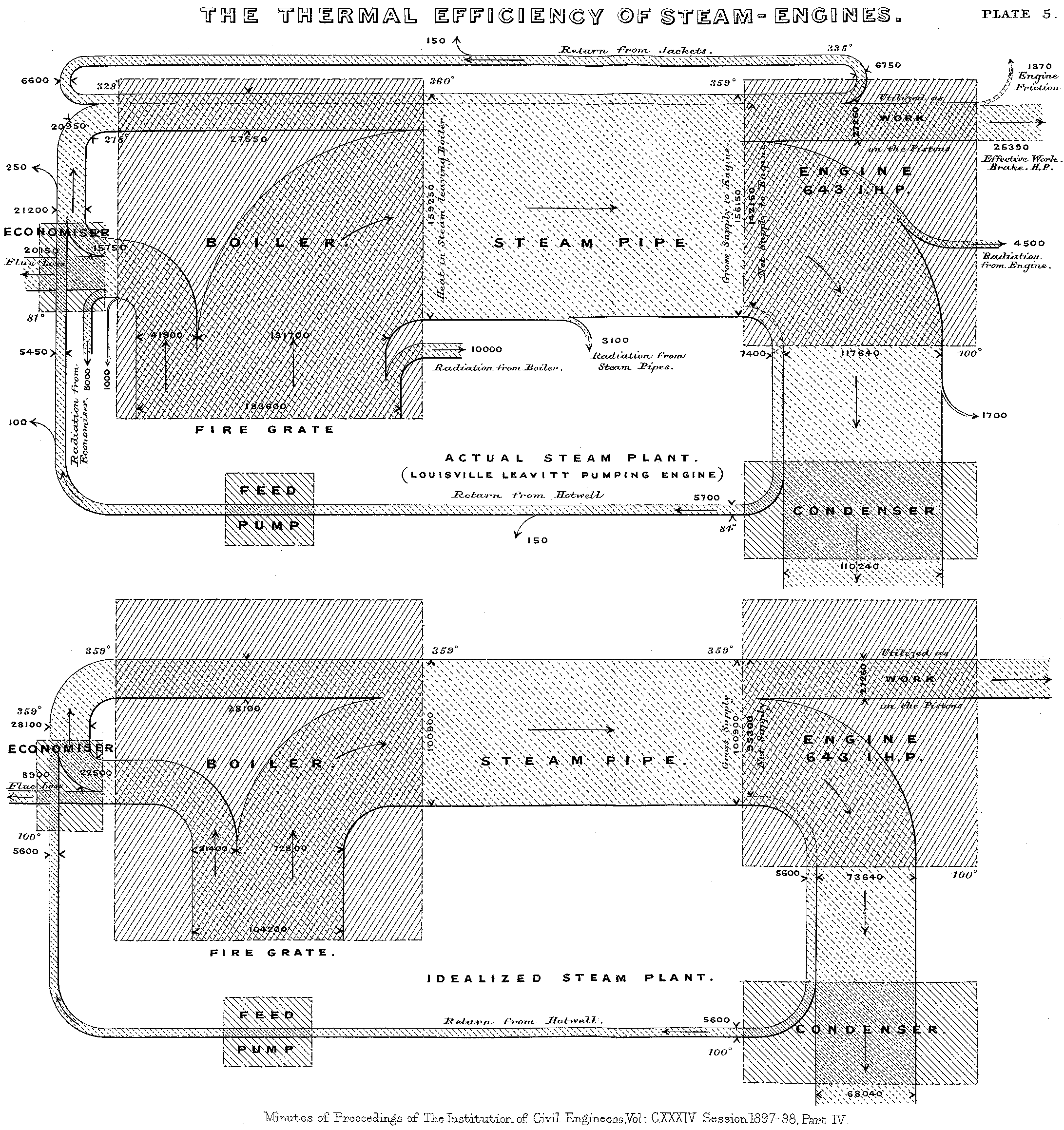
نمودار سانکی اصلی ۱۸۹۸ که راندمان انرژی را در یک ماشین بخار نشان می‌دهد.

نمودار سانکی (انگلیسی: Sankey diagram) گونه‌ای نمودار جریان است که در آن پهنای فلش‌ها با مقدار جریان متناسب نشان داده می‌شود.
در تصویر یک نمودار سانکی تمام انرژی اولیه (ورودی) را که به کارخانه جریان می‌یابد نشان داده شده‌است. عرض باندهای خروجی به‌طور خطی با تولید، استفاده و تلفات انرژی متناسب است. ورودی‌های انرژی اولیه که از سمت چپ نمودار وارد می‌شوند و به گاز، برق و زغال سنگ/نفت متمایز می‌شوند.
نمودارهای سانکی همچنین می‌توانند حساب‌های انرژی، حساب‌های جریان مواد را در سطح منطقه‌ای یا ملی و تفکیک هزینه‌ها را تجسم کنند. نمودارها اغلب در تجسم تجزیه و تحلیل جریان مواد استفاده می‌شوند.
نمودارهای سانکی بر نقل و انتقالات یا جریانات عمده در یک سیستم تأکید دارند. آنها به یافتن مهم‌ترین مشارکت یک جریان کمک می‌کنند. این نمودار کمیت‌های حفاظت شده را در محدوده‌های تعریف شده سیستم نشان می‌دهند.